# Dent de Morcles
Dent de Morcles – szczyt w Alpach Berneńskich, części Alp Zachodnich. Leży w Szwajcarii na granicy kantonów Vaud i Valais. Należy do pasma Alp Vaud. Można go zdobyć ze schroniska Chalet Neuf (1865 m) lub Cabane de la Tourche (2198 m).